# Disipador

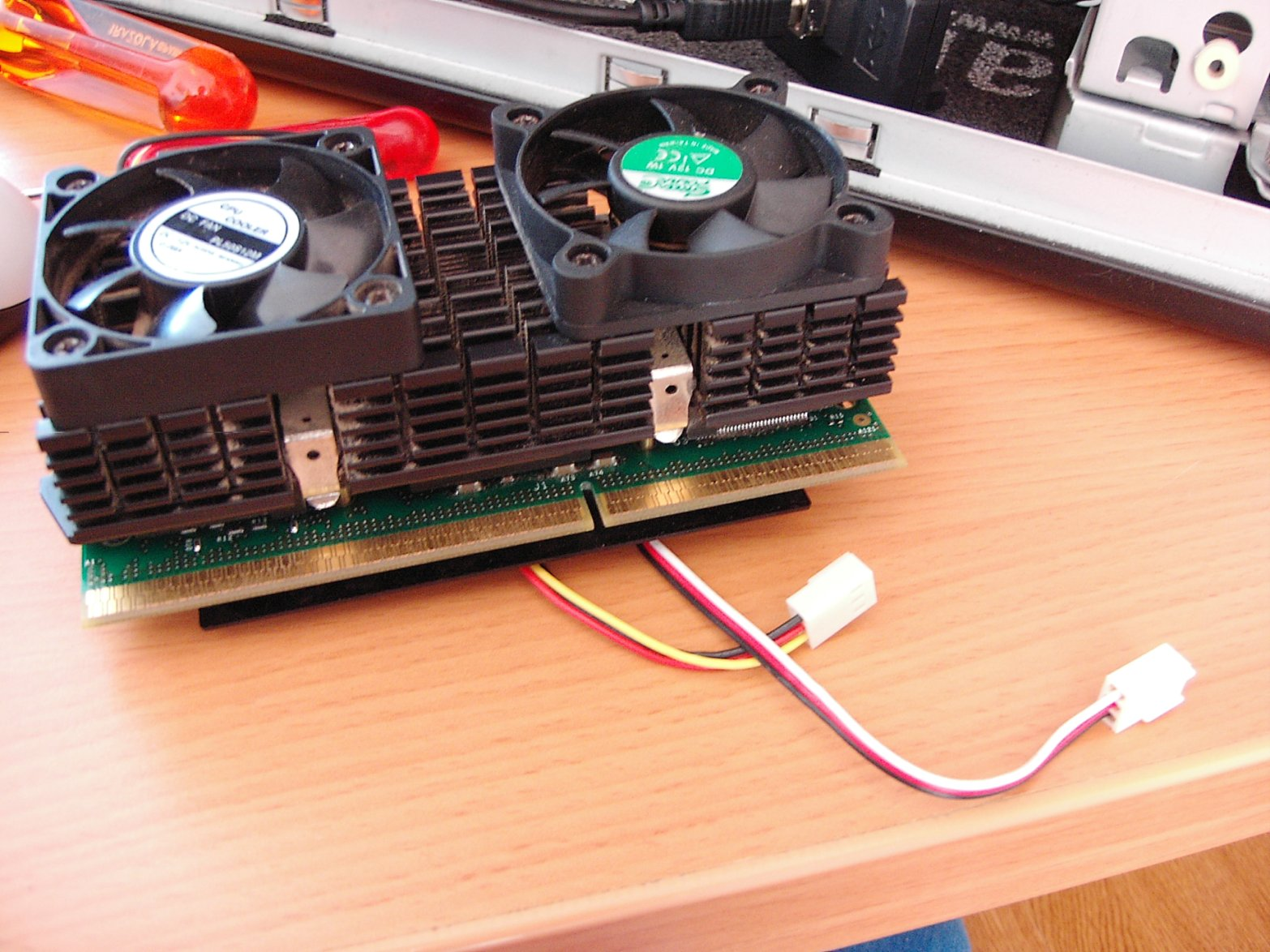
Procesador Pentium III a 800 MHz (con conexión Slot 1), que lleva incorporado un disipador alargado, y dos ventiladores, cada uno de ellos con un cable de alimentación para ser conectado a la placa base.

Un disipador es un instrumento que se utiliza para bajar la temperatura de algunos componentes electrónicos.
Su funcionamiento se basa en el principio cero de la termodinámica, transfiriendo el calor de la parte caliente que se desea disipar al aire. Este proceso se propicia haciendo circular el aire, permitiendo una eliminación más rápida del calor excedente.

## Diseño

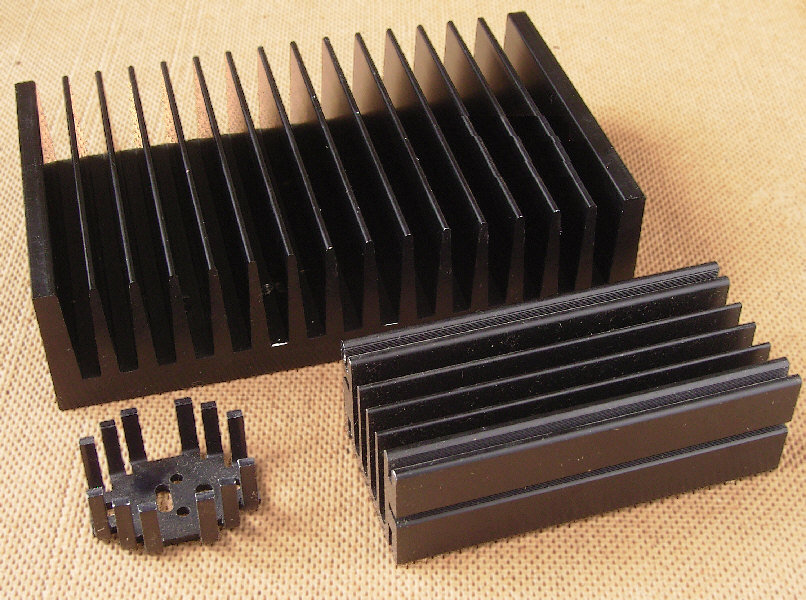
Disipadores.

Un disipador de temperatura transfiere la energía por calor, del componente que refrigera, hacia el entorno, normalmente al aire. Para ello es necesaria una buena conducción térmica a través del mismo, por lo que se suelen fabricar de aluminio por su ligereza, pero también de cobre, cabe aclarar que el peso es importante ya que la tecnología avanza y por lo tanto se requieren disipadores más ligeros y con eficiencia suficiente para la transferencia de energía por calor al ambiente o entorno.
El diseño está construido con aluminio y otros metales (acero, etc.).

## Dispositivos electrónicos
En los dispositivos electrónicos se suelen usar para evitar un aumento de la temperatura en sus componentes. Por ejemplo, se emplea sobre transistores en circuitos de potencia para evitar que las altas temperaturas puedan llegar a quemarlos.
En las computadoras, su uso es intensivo y prolongado, como por ejemplo en algunas tarjetas gráficas o en el microprocesador para disminuir las altas temperaturas, producto de la conmutación de los transistores en su interior. Sin embargo, en ocasiones las temperaturas en los componentes es demasiado elevada como para poder emplear disipadores de dimensiones razonables, llegando a ser necesarias otras formas de refrigeración como la refrigeración líquida.
También, se emplea en consolas de videojuegos.[cita requerida]